# Dwór w Brodach
Dwór w Brodach – zabytkowy dwór z 1. połowy XIX w., wybudowany przez Jana Kantego Brandysa – administratora majątków księcia Kazimierza Czartoryskiego. Znajduje się w Brodach w powiecie wadowickim.

## Historia
- Po upadku powstania listopadowego mieścił się w nim punkt poczty obywatelskiej, ułatwiający przerzut emisariuszy i łączników z zagranicy.
- Po upadku powstania listopadowego Józef Zaliwski i Jan Brandys planowali tu kolejne powstanie, w związku z tym Joachim Lelewel wysłał z Brukseli do Brodów swoich emisariuszy.
- W 1923 negocjowany był tzw. pakt lanckoroński między stronnictwem Piast a Chrześcijańską Demokracją oraz Związkiem Ludowo-Narodowym, dzięki temu Wincenty Witos jako premier, utworzył nowy rząd[1].
- Dwór stał się tematem prasowym w 2004 kiedy to nowy zarząd spółki „Brodvin” która to była jego właścicielem postanowił utworzyć na jego terenie średnią szkołę agroturystyczno-hotelarską, planowana też była budowa hotelu, niestety przez niegospodarność zarządu spółka zbankrutowała i jest obecnie w stanie upadłości a plany spełzły na niczym, wszelkie zabudowania łącznie z dworem niszczeją i są wystawione na sprzedaż.

## Architektura

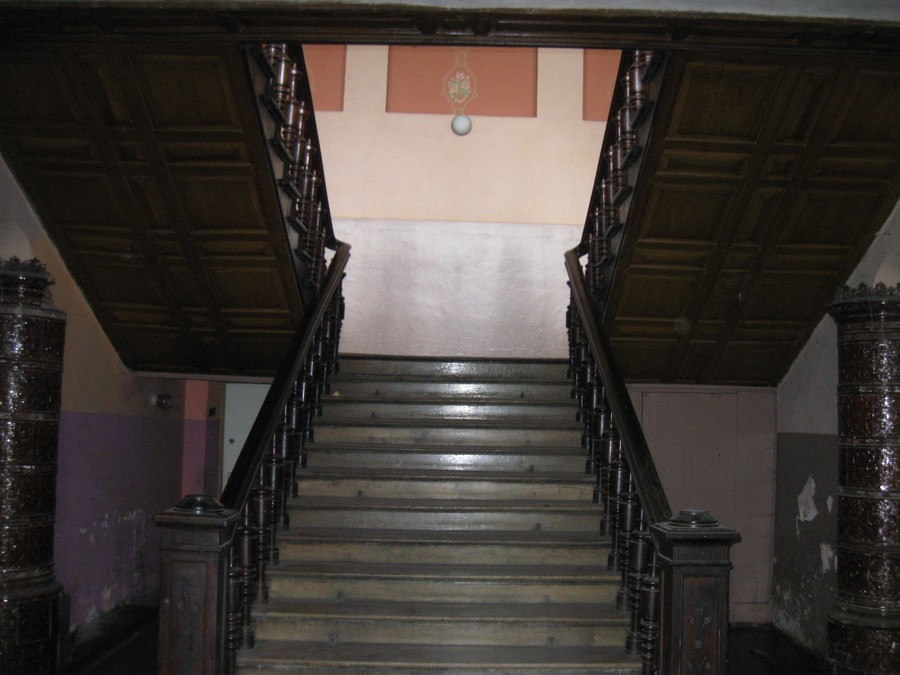
Schody i kominki wewnątrz dworu

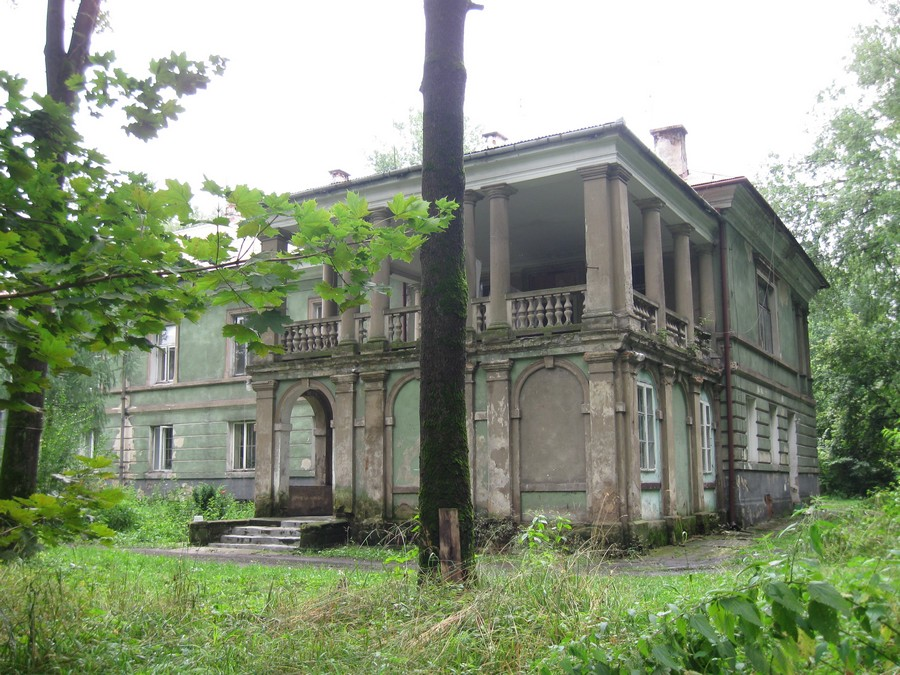
Loggia

Późnoklasyczny, murowany z czterospadowym dachem, dwukondygnacyjny prostokątny budynek z trzema ryzalitami od przodu i dostawionym od strony północno-wschodniej skrzydłem z dobudówką po drugiej stronie parku. Budynek ma układ dwutraktowy, z sienią i drewnianymi, trójbiegowymi schodami. 
Wnętrze zdobi enkaustyka, kondygnacje zwieńczone gzymsami. Od frontu środkowa ryzalita poprzedzona balkonem na czterech kolumnach, ryzalit wieńczy trójkątny fronton. W narożniku na pierwszym piętrze od strony południowo-zachodniej znajdują się loggia.

## Właściciele
- Rodzina Brandysów – 1. połowa XIX w. do końca I wojny światowej.
- Ludwik Hammerling
- Związek Nauczycielstwa Polskiego – zakupiony w latach trzydziestych.
- Kalwaryjska Wytwórnia Win – od 1945.
- Zakłady Owocowo-Warzywnicze z Tymbarku – od 1977.
- Od grudnia 1999 – Spółka „Brodvin” – aktualnie w fazie upadłości.
- Aktualnym właścicielem dworu (od 2014) jak i terenów w koło niego jest gmina Kalwaria Zebrzydowska.

## Stan obecny
- Obecnie ze względu na brak inwestorów, środków pieniężnych jak i wiele powodzi które nawiedziły gminę, m.in. w 1997, która dokonała spustoszenia również w parku przylegającym do dworku budynek niszczeje, straty wyrządzone przez wylewającą co roku pobliską rzekę Cedron mocno obniżyły atrakcyjność, jak i wartość budynku.